# Daniel Nicol Dunlop
Daniel Nicol Dunlop, meist nur D.N. Dunlop (* 28. Dezember 1868 in Kilmarnock, Schottland; † 30. Mai 1935 in London, England), war ein schottischer Theosoph, Anthroposoph und Gründer von Wirtschaftsverbänden.

## Leben und Werk

### Kindheit, Ausbildung, Ehe und Kinder
Dunlop wurde am 28. Dezember 1868 in Kilmarnock als einziges Kind von Alexander Dunlop und Catherine Nicol (1847–1873) geboren. Der Vater war Architekt und Prediger bei den Quäkern. Nach dem frühen Tod der Mutter kam er in die Obhut seines Großvaters Daniel Nicol auf der Isle of Arran, wo er die Fischerei erlernte. Nach dessen Tod 1882 übersiedelte er wieder zurück zu seinem Vater Alexander nach Kilmarnock. Hier besuchte er die Grundschule und absolvierte anschließend eine Lehre in Ardrossan (North Ayrshire) in einer Maschinenfabrik.
1891 heiratete er Eleanor Fitzpatrick (ca. 1867–1932); aus der Ehe gingen drei Kinder hervor, darunter Ronald Ossory Dunlop, ein bekannter Maler. Mit Eleanor Charlotte Merry (1873–1956) verband ihn ab 1922 eine tiefe Freundschaft.

### In der Wirtschaft
Nach Differenzen mit seinem Vater verließ Dunlop um 1886 das Elternhaus und arbeitete bei einem Fahrradhändler in Glasgow. 1889 ging er nach Dublin, wo er eine Stelle als Tee- und Weinhändler annahm. Nachdem Dunlop mit seiner Familie 1897 nach New York übersiedelt war, arbeitete er wieder in einer Maschinenfabrik. 1899 erhielt er den Posten des Verkaufsleiters für Europa der Firma Westinghouse Electric Corporation und kehrte daraufhin im selben Jahr nach Großbritannien zurück, wo er in London lebte.
Ab 1911 war er Organisator und erster Direktor der neu initiierten British Electrical and Allied Manufacturer's Association (BEAMA) (Vereinigung der britischen Elektrohersteller), die bis heute besteht. 1924 organisierte er die World Power Conference (WPC) (Welt-Energie-Konferenz), den Vorläufer des heutigen World Energy Council (WEC). Auf der ersten Sitzung des WPC am 11. Juli 1924 wurde Dunlop zum Chairman ernannt.

### Als Theosoph
Nachdem Dunlop sein Elternhaus verlassen und um 1886 in Glasgow zu arbeiten angefangen hatte, begann er sich für okkultistische und philosophische Werke zu interessieren. 1887 begegnete er George William Russell, woraus sich eine lebenslange Freundschaft entwickelte. Nach seinem Umzug nach Dublin wurde er 1891 Mitglied der dortigen Loge der Theosophischen Gesellschaft (TG), die ab diesem Zeitpunkt unter dem Namen The Household Bekanntheit erlangte. Ebenso verkehrte er mit Russell und William Butler Yeats in der Hermetic Society. Im Oktober 1892 gründete er die Zeitschrift The Irish Theosophist, für die er auch als Herausgeber fungierte. Die letzte Ausgabe dieses Blattes erschien im September 1897, dann musste er die Zeitschrift wegen seines Umzuges in die USA einstellen.
Als sich die TG 1895 spaltete, wurde Dunlop Mitglied der Theosophischen Gesellschaft in Amerika (TGinA). Während seines USA-Aufenthaltes 1897–1899 fungierte er zeitweise als Privatsekretär von Katherine Tingley, der Präsidentin der TGinA. Ende 1899 trat er aus der TGinA aus (möglicherweise wurde er ausgeschlossen, die Quellenlage ist unklar) und wurde Mitglied bei der Theosophischen Gesellschaft Adyar (Adyar-TG) in London (vermutlich in der Blavatsky Lodge). Veröffentlichungen von ihm erschienen in The Theosophical Review und in The Vahan. 1909 rief er Sommerschulen ins Leben, regelmäßige internationale Treffen mit theosophischen Vortragszyklen und zum gegenseitigen Kennenlernen. 1910 initiierte er bei Manchester das Blavatsky Institute und im selben Jahr zusammen mit Charles Lazenby die Zeitschrift The Path (nicht mit der gleichnamigen Zeitschrift von William Quan Judge zu verwechseln). In dieser Zeit gründete er eine eigene theosophische Loge unter dem Dach der Adyar-TG mit Namen Light on the Path, deren Präsident er wurde.
Dem 1911 einsetzenden Kult um Jiddu Krishnamurti und den Order of the Star in the East stand er ablehnend gegenüber, was zu einer zunehmenden Entfremdung von der Theosophie führte. Am 8. Mai 1922 trat er aus der Adyar-TG aus.

### Als Anthroposoph
Um 1905 traf Dunlop erstmals mit Rudolf Steiner zusammen, damals war Steiner noch Generalsekretär der Deutschen Sektion der Theosophischen Gesellschaft (DSdTG). Die Person Steiners beeindruckte Dunlop tief, und später lud er ihn zu Vorträgen nach England ein. Im Dezember 1920 trat er der Anthroposophischen Gesellschaft (AG) bei und rief unter deren Dach die Human Freedom Group ins Leben, die er als Präsident leitete. Auch hier brachte er die Idee der nun anthroposophischen Sommerschulen ein, die 1923 realisiert wurden. 1928 organisierte Dunlop in London die erste und einzige anthroposophische Weltkonferenz und erreichte 1930 den Posten des Generalsekretärs der AG in Großbritannien.
Streitigkeiten und Machtkämpfe innerhalb der AG führten im April 1935 zur Zersplitterung der Organisation und zum Ausschluss Dunlops aus der AG.
Dunlop starb am 30. Mai 1935 in London an den Folgen einer Appendizitis.

## Werke (Auswahl)
- Protean Man, London 1912
- Symbols of Magic, London 1915
- Studies in the Philosophy of Lorenz Oken. London 1916
- Duty, London 1919
- The Path of Knowledge, London 1920
- Nature-Spirits and the Spirits of the Elements, London 1920